# Cancello di Cosimo Fanzago

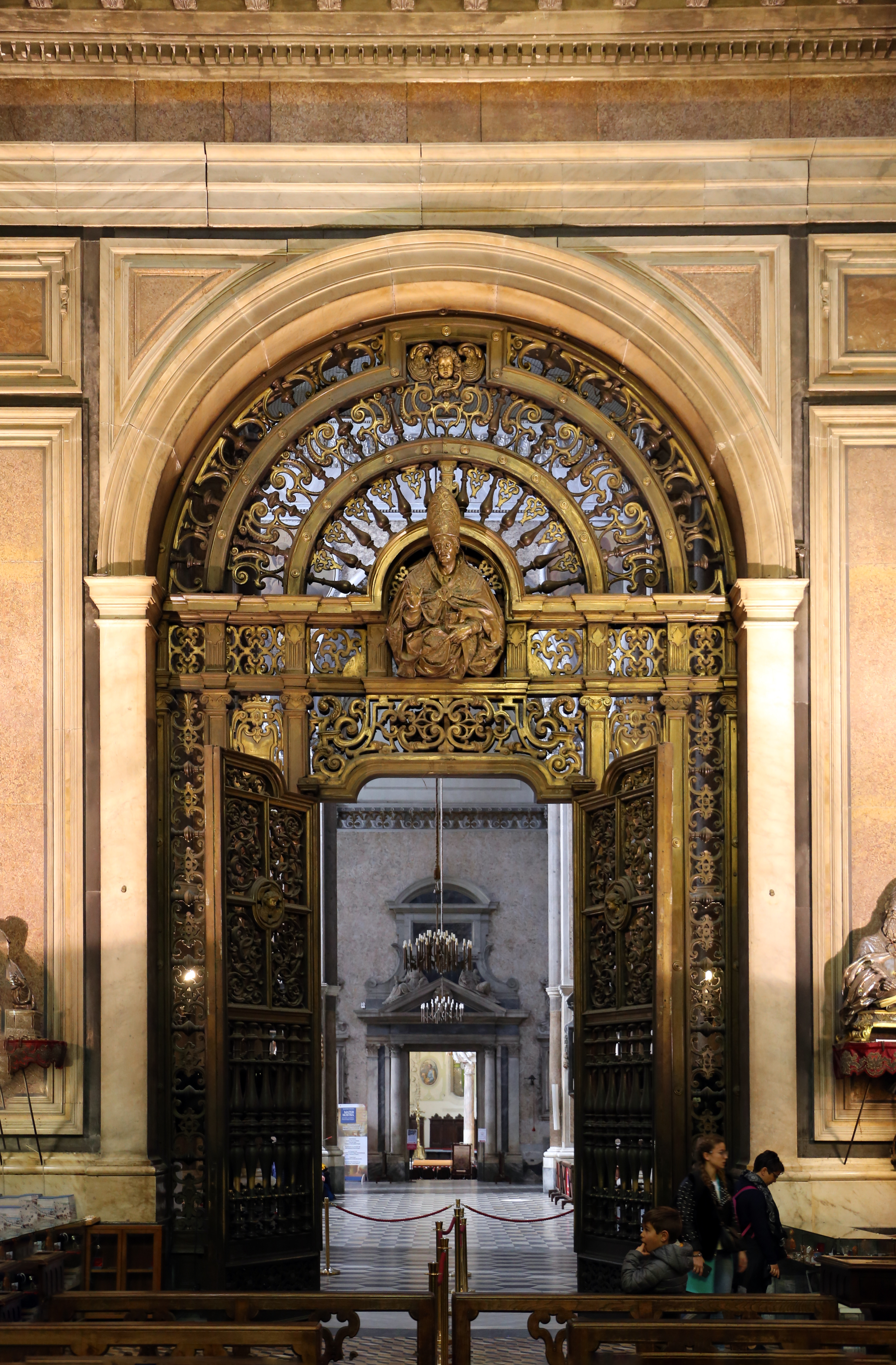
Il cancello in ottone visto dalla cappella

Il cancello di Cosimo Fanzago è un cancello in ottone dorato eseguito nel 1665 da Cosimo Fanzago che funge da ingresso alla reale cappella del Tesoro di san Gennaro, interna al duomo di Napoli.
L'architettura, del peso di 30136 libre, vede ai lati due statue di marmo databili al 1640 circa, San Pietro e San Paolo, dello scultore carrarese Giuliano Finelli.

## Storia
Per la realizzazione del cancello in ottone ci sono voluti circa quarant'anni da quando lo stesso fu progettato a quando fu completato.
Il progetto dell'architettura fu affidato nel 1630 al cavalier Cosimo Fanzago, sostituendo così quello di Giovan Giacomo Conforto del 1628. Il 17 settembre di quello stesso anno la Deputazione stipulò un contratto con gli ottonari Biagio Monte e Orazio Scoppa per la sua realizzazione, con il patto che avrebbero dovuto consegnare l'opera disegnata dal Fanzago entro due anni.
A settembre del 1632 l'opera non solo non fu completata, ma alcuni ingegneri, consultati dalla Deputazione, avanzarono seri dubbi sulla buona riuscita. Passarono in questo modo altri due anni fino a quando, nel 1635, il Fanzago non assicurò la committenza della sicura stabilità del cancello.
Furono concessi altri due anni al Fanzago per ultimare il cancello concedendogli uno stipendio di 15 ducati. Nel frattempo si ebbero vari incidenti che rallentarono ancor di più la realizzazione, tanto che la Deputazione fu costretta a intimare i due maestri ottonari a rispettare i termini del lavoro, e poi, nel 1640, di rivolgersi al viceré Pietro Corsetto Vescovo di Cefalù, perché si terminasse il lavoro. A quel punto Cosimo Fanzago si avvalse della collaborazione dei maestri Giacinto de Paola e Giovanni Mazzuolo, poi di Bartolomeo Rampinelli e Tommaso Fusco, ma soprattutto di Gennaro Monte, figlio di Biagio, che realizzò il busto bifronte di san Gennaro che si trova sulla cima del cancello.
Nel 1665, dopo circa quarant'anni dalla sua progettazione, l'opera fu completata.

## Descrizione

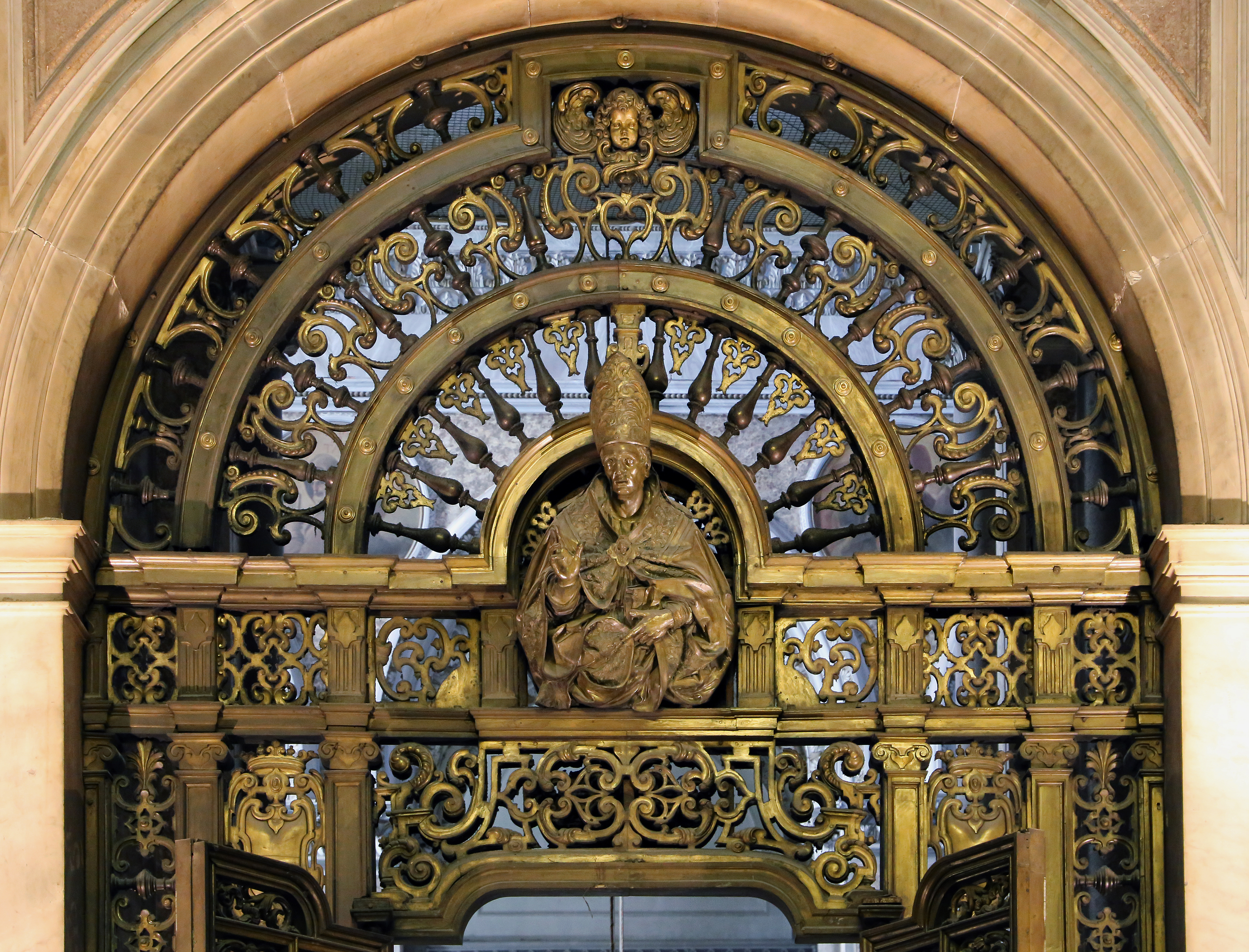
Particolare del lato superiore

Il cancello è considerato uno dei capolavori di Cosimo Fanzago. Ricco di ricami di racemi intrecciati e di colonnine, è sormontato, all'inizio della mezza luna, da un busto bifronte di san Gennaro benedicente, sempre in ottone.

Poco al di sotto del busto rivolto sul lato del duomo compare la scritta incisa sul rame: 
Le colonnine verticali della parte bassa del cancello, sempre su progetto di Cosimo Fanzago, sono in grado di emettere, se percosse, note musicali, come se fossero le canne di uno xilofono, con lo scopo di ricordare che la cappella era stata costruita anche per la musica.